# 4997 Ksana
4997 Ksana è un asteroide della fascia principale. Scoperto nel 1986, presenta un'orbita caratterizzata da un semiasse maggiore pari a 2,8664222 UA e da un'eccentricità di 0,3301267, inclinata di 32,85012° rispetto all'eclittica.